# Суиндъл (остров)

Остров Суиндъл (на английски: Swindle Island) е 16-ият по големина остров край западните брегове на Канада в Тихия океан. Площта му е 285 км2, която му отрежда 91-во място сред островите на Канада. Административно принадлежи към канадската провинция Британска Колумбия.
Островът се намира край северното крайбрежие на Британска Колумбия, на юг от големия остров Принсес Ройъл, от който го отделя широкия едва 120 км проток Меърс. На североизток протока Толми го отделя от остров Сара, а на изток широкия 3,5 км проток Финлисън, в който има два по-малки острова Джейн и Кони – от остров Родерик. На юг бреговете на острова се мият от бодите на залива Милбанк. Югозападно от Суиндъл зад протока Хигинс (минимална ширина 300 м) се намира по-малкия остров Прайс, а на 7,3 км на северозапад през залива Ларедо е по-голимия остров Аристизабъл.
Бреговата линия с дължина 172 км е силно разчленена. Особено силно е разчленено западното крайбрежие на острова, където в югозападна посока се простира голям полуостров, северно от него е заливът Китасу, а от него дълбоко във вътрешността на острова навлизат няколко фиордообразни залива. В североизточната част също има дълъг е тесен полуостров. Дължина от север на юг достига до 27,3 км, а максималната ширина, заедно с югозападния полуостров е 22,4 км.
Релефът е предимно нискохълмист в западната част, а на изток се повишава до 820 м (връх Суиндъл пик), намиращ се на 3 км западно от единственото селище на острова Клемту. Има множество малки езера, като по-големите са Китасао и Барон.
Климатът е умерен, морски, влажен, предпоставка за пълноводни почти през цялата година къси реки. Голяма част от острова е покрита с гъсти иглолистни гори, които предоставят идеални условия за богат животински свят.
Островът е открит на 31 август 1792 г. от испанския морски лейтенант Джасинто Кааманьо (1759-1825), участник в голямата испанска експедиция възглавявана от Хуан Франсиско де ла Бодега и Куадра.